# Park Seung-soo
Park Seung-soo (en coréen : 박승수), né le 17 mars 2007 à Séoul en Corée du Sud, est un footballeur sud-coréen évoluant au poste d'ailier gauche à Newcastle United.

## Biographie

### En club
Né à Séoul en Corée du Sud, Park Seung-soo est formé par le Suwon Bluewings. Il joue son premier match en professionnel le 2 mars 2024, lors d'une rencontre de coupe de Corée du Sud, face au Pohang Steelers. Entré en jeu, il délivre une passe décisive sur l'ouverture du score, mais après s'être neutralisés (1-1), les deux équipes se départagent aux tirs au but, séance durant laquelle son équipe est battue.
Park inscrit son premier but en professionnel le 30 juin 2024, lors d'une rencontre de championnat face au Ansan Greeners. Buteur après son entrée en jeu, il permet à son équipe d'égaliser (1-1 score final). Ce but, à 17 ans, 3 mois et 21 jours, fait de lui le plus jeune buteur dans le championnat sud-coréen. Ses prestations attirent notamment le Bayern Munich, avec lequel le jeune attaquant participe à un camp d'entraînement de quelques jours. Le club allemand ne peut toutefois pas recruter le joueur, la FIFA interdisant les transferts internationaux de joueurs de moins de 18 ans.
Le 24 juillet 2025, Park Seung-soo s'engage en faveur de Newcastle United, étant dans un premier tant intégré à l'équipe réserve du club,.

### En sélection
Park Seung-soo est convoqué avec l'équipe de Corée du Sud des moins de 17 ans pour participer au Championnat d'Asie des moins de 17 ans en 2023. Son équipe arrive en finale où elle est battue par le Japon.

### Style de jeu
Park Seung-soo est un attaquant droitier évoluant plus particulièrement au poste d'ailier gauche. Il est décrit comme un joueur puissant, doué techniquement, apprécié pour ses dribbles et qui aime défier ses adversaires en un contre un.

## Palmarès

### En sélection
Corée du Sud -17 ans
- Championnat d'Asie
  - Finaliste en 2023